# Metriogryllacris xiphiura
Metriogryllacris xiphiura är en insektsart som först beskrevs av Heinrich Hugo Karny 1928.  Metriogryllacris xiphiura ingår i släktet Metriogryllacris och familjen Gryllacrididae. Inga underarter finns listade i Catalogue of Life.